# Achradocera lichtwardti
Achradocera lichtwardti är en tvåvingeart som först beskrevs av Kertesz 1901.  Achradocera lichtwardti ingår i släktet Achradocera och familjen styltflugor. Inga underarter finns listade i Catalogue of Life.